# Jill Janssens
Jill Janssens, född den 3 oktober 2003 i Diest, är en belgisk fotbollsspelare.

## Karriär
Jill Janssens inledde sin seniorkarriär i Oud-Heverlee Leuven 2020. 2023 värvades hon av TSG 1899 Hoffenheim. Hon har även representerat det belgiska damlandslaget där hon debuterade år 2021.